# 114 f.Kr.

## Händelser

### Efter plats

#### Romerska republiken
- Det första Venustemplet byggs.

#### Mindre Asien
- Mithridates VI blir kung av Pontos.